# Pratovecchio Stia
Pratovecchio Stia ist eine Gemeinde mit 5409 Einwohnern (Stand 31. Dezember 2023) in der Provinz Arezzo, Region Toskana in Italien.

## Geografie

Lage von Pratovecchio Stia in der Provinz Arezzo

Der Ort liegt rund 39 km nördlich der Provinzhauptstadt Arezzo und etwa 36 km östlich der Regionalhauptstadt Florenz. Die Gemeinde liegt in der Landschaft des Casentino an den Flüssen Arno und dessen Zufluss Staggia.
Die Nachbargemeinden sind Bagno di Romagna (FC), Castel San Niccolò, Londa (FI), Montemignaio, Pelago (FI), Poppi, Rufina (FI), San Godenzo (FI) und Santa Sofia (FC).

## Geschichte
Die Gemeinde entstand am 1. Januar 2014 durch die Zusammenlegung der vorher selbständigen Gemeinden Pratovecchio und Stia. In dem Referendum vom 6. und 7. Oktober 2013 stimmten in Pratovecchio 77,27 % (49,84 % Wahlbeteiligung) für den Zusammenschluss, in Stia 81,20 % (52,39 % Wahlbeteiligung). Das Gesetz zur Fusion der beiden Gemeinden ist das Legge Regionale n.70 vom 22. November 2013. Das Rathaus befindet sich in Stia. Bereits 1929 entstand durch Fusion mit der Nachbargemeinde Stia der Ort Pratovecchio Stia. Damit wurde die Verwaltungseinheit von 1872, als Pratovecchio verschiedenen Gemeinden zugeteilt wurde, wiederhergestellt. Aufgrund der Unzufriedenheit beider Orte über diese Zusammenlegung wurden die Orte 1934 wieder getrennt.

## Gemeindepartnerschaften
Pratovecchio Stia unterhält Gemeindepartnerschaften mit:
- Bad Hall, Österreich
- Kolbermoor, Bayern, Deutschland
- Mynämäki, Finnland
- Olbernhau, Sachsen, Deutschland
- Oude IJsselstreek, Niederlande
- Uffenheim, Bayern, Deutschland
- Ybbsitz, Österreich

## Söhne und Töchter der Gemeinde
- Anselmo Giabbani (* 1908 in Stia; † 2004), Generalprior der Kamaldulenser
- Cristoforo Landino (* 1425 in Pratovecchio; † 1498), Humanist und Dichter
- Bernardo Tanucci (* 1698 in Stia; † 1783), neapolitanischer Staatsmann